# 展瑕
展瑕（?—?），中国春秋时期鲁国政治人物，姬姓，展氏。
前544年，范献子来鲁国聘问，拜谢在杞国筑城。鲁襄公设享礼招待他，展莊叔拿着束帛。参加射礼的要三对人。國君之臣人选不够，在家臣中选取。家臣，展瑕、展王父为一对，公臣公巫召伯、仲颜庄叔为一对，鄫鼓父、党叔为一对。